# 시카고 파일 1

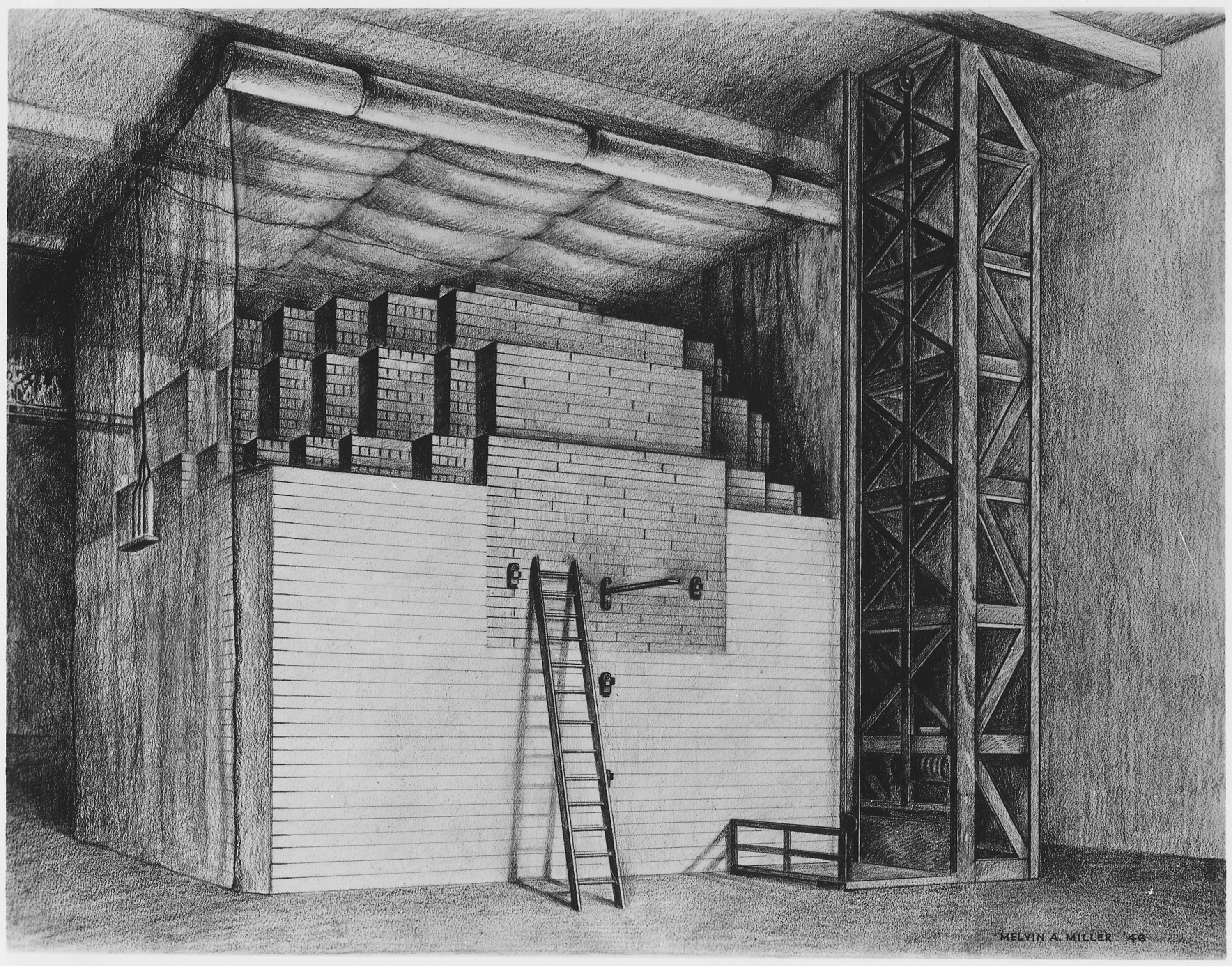

시카고 파일-1(Chicago pile 1)은 인류가 만든 태초의 원자력 반응로로서, 제2차 세계 대전 당시 연합국의 맨해튼 계획의 한 파트로 진행된 사업이다. 시카고 대학의 야금학 연구실 (Stagg Field의 서쪽 관람석 아래)에서 건조 되었다. 1942년 12월 2일 이 CP-1에서 처음으로 인류가 지속가능한 핵 연쇄 반응을 확인하였다. 건설의 책임을 맏은 엔리코 페르미는 CP-1을 가리켜 "나무와 검은 벽돌로 만든 조잡한 더미"로 표현하기도 하였다. 건설은 1942년 11월에 시작되었으며, 팀원은 페르미를 포함하여, Herbert L. Anderson, Walter Zinn, Martin D. Whitaker, 및 George Weil. 등이 있었다. CP-1에서는 감속재로 45,000 개의 흑연 벽돌 (약 400 톤) 핵연료로서 5.4 t의 우라늄 금속과 45t의 산화 우라늄이 쓰였다. 물론 우라늄이기 때문에 자연 방사능이 튀어나게 되었으나, 지금의 원자로처럼 냉각 시설 및 방사선 방호 시스템이 전무하였다. 왜냐하면 1/2 w 수준의 낮은 에너지로 운영 되었기 때문이다. 태초에 원자력 발전이 가능한 것인지, 연쇄 반응이 가능한 것인지를 확인하기 위한 실험이었기 때문에 안전을 생각하지 못하는 것이 당연하였다. 페르미의 원래 계획은 거의 구형태의 파일을 쌓는 것이었으나, 계산을 해보니 처음 계획보다 덜 쌓아도 연쇄 반응이 지속될 것을 확인, 완전히 구형태를 갖추지는 않게 되었다. 1943년 CP-1이 Red Gate Woods로 옮겨졌으며, 나중에 이것을 가리켜 CP-2로 이름 붙이게 된다. CP-2는 1953년까지 운행되었으며, 이후에 해체되었다. 지금은 CP-1 자리는 국가 역사 명소가 되었다.
Chemical chain reaction에 과한 내용은 이미 1913년에 Mad Bodenstein이라는 사람에 의해서 이미 제기된 봐 있다. 헝가리의 질라르드의 경우 연쇄 반응을 1933년 9월에 중성자로 확산하였다. 맨 처음 질라르드가 제안한 사항은 막대한 양의 가벼운 방사선 동위원소를 모으는 것이었다. 이후에 오토 한과 스트레제만, 핵분열 현상을 발견, 1938년에 이론적 설명을 통해 우라늄이나 인듐이 연쇄 반응을 일으킬 수 있는 가능성을 제시한다. 페르미가 이 생각을 가지고, 뉴욕의 콜럼비아 대학교에서 1939년 2월에 실험에 착수한다. 빠른 중성자 존재를 확인한다. 질라르드가, 콜롬비아 물리학과장의 승인을 받아서 3개월 동안 zinn과 함께 실험한 결과 중성자 흡수와 방출의 비율이 1이 넘는 것을 확인하였다.